# Celtis bainingensis
Celtis bainingensis är en hampväxtart som beskrevs av Rechinger. Celtis bainingensis ingår i släktet Celtis och familjen hampväxter. Inga underarter finns listade i Catalogue of Life.